# Pancake dome

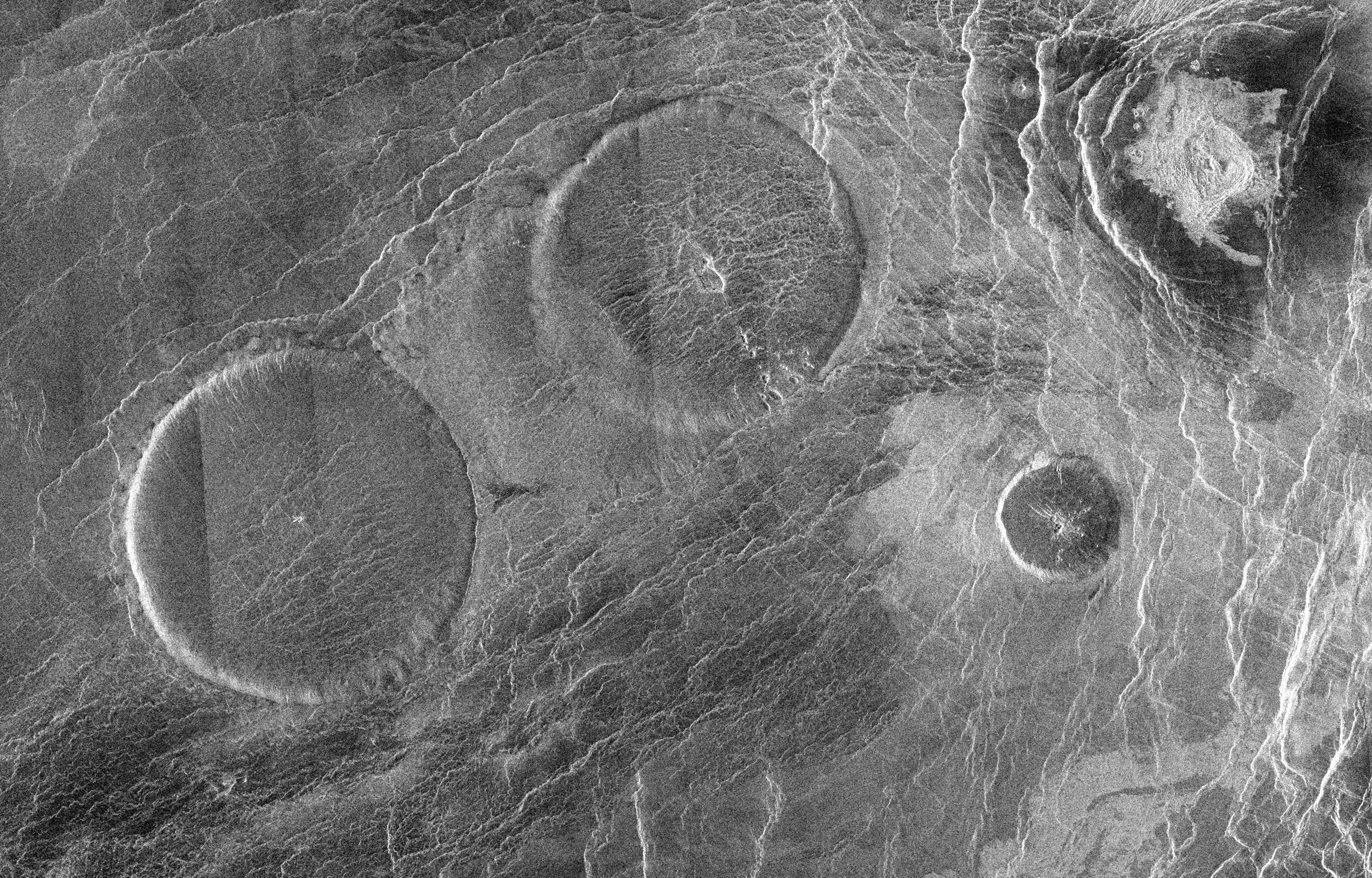
Enkele "pannenkoekvulkanen"

Een pancake dome (letterlijk "pannenkoekkoepel") (Latijnse naam farrum, meervoud: farra) is een bepaald type vulkaan dat voor zover bekend alleen op Venus voorkomt. Deze vulkanen zijn op Venus wijdverbreid en komen hoofdzakelijk in clusters en elkaar overlappend voor, alhoewel in minder grote hoeveelheden dan bij de veel vaker voorkomende schildvulkanen het geval is. Pancake domes komen gewoonlijk voor in de buurt van coronae en zogeheten tesserae (grote gebieden sterk vervormd terrein die voor zover bekend uniek zijn voor Venus en de Uranusmaan Miranda). 
Pancake domes hebben een doorsnede van gemiddeld circa 25 kilometer en ze zijn 700 meter tot iets meer dan een kilometer hoog. Ze hebben een breed en plat profiel dat lijkt op dat van schildvulkanen. Verondersteld wordt dat ze ontstaan uit grote en langzame uitbarstingen van viscose lava  die bovendien rijk is aan siliciumdioxide. Ze hebben in het midden iets dat op een vulkaankrater lijkt; aangenomen wordt dat deze "kraters" pas na de vulkaanuitbarsting ontstaan uit de vulkaanmondingen, wanneer de lava afkoelt en gas eruit begint te ontsnappen.    

## Lijst van farra op Venus
De Internationale Astronomische Unie heeft slechts negen formaties van dit type op het oppervlak van Venus geïdentificeerd (maar er zijn nog andere die anoniem zijn gebleven): 
| Nam              | Coördinaten      | Diameter |
| ---------------- | ---------------- | -------- |
| Aegina Farrum    | 35,5° N 20,9° E  | 60 km    |
| Anqet Farra      | 33,6° N 311,5° E | 125 km   |
| Carmenta Farra   | 12,4° N 8° E     | 180 km   |
| Egeria Farrum    | 4,6° N 7,5° E    | 40 km    |
| Flosshilde Farra | 10,5° N 279,4° E | 75 km    |
| Liban Farra      | 23,9° S 353,5° E | 100 km   |
| Nammu Farra      | 2,3° N 169,4° E  | 160 km   |
| Oshun Farra      | 4,2° N 19,6° E   | 90 km    |
| Seoritsu Farra   | 30° S 11° E      | 230 km   |